# Caterine Ibargüen
Caterine Ibargüen Mena, kolumbijska atletinja, * 12. februar 1984, Apartadó, Kolumbija.
Nastopila je na poletnih olimpijskih igrah v letih 2004, 2012 in 2016, ko je osvojila naslov olimpijske prvakinje v troskoku, leta 2012 pa je osvojila srebrno medaljo. Na svetovnih prvenstvih je osvojila zaporedna naslova prvakinje v letih 2013 in 2015 ter srebrno in bronasto medaljo, na panameriških igrah pa dve zlati medalji v troskoku in bron v skoku v daljino.